# Іванов Леонід Інокентійович
Леонід Інокентійович Іванов (рос. Леонид Иннокентьевич Иванов; нар. 16 березня 1963) — радянський та російський футболіст, півзахисник. Заслужений тренер Республіки Бурятія з футболу.

## Життєпис
Почав займатися футболом з 11 років, перший тренер Микола Гур'янович Тріфонов. З 17 років – у команді другої ліги «Локомотив» (Улан-Уде). Всю кар'єру провів у вище вказаному клубі, який з 1984 року називався «Селенга». У 1981—1993, 1995—1996 роках у нижчих лігах СРСР та Росії провів 320 матчів, відзначився 34-ма голами.
Тренував групу підготовки. 2000—2003 років — помічник головного тренера, з липня 2002 року — виконувач обов'язків головного тренера «Селенги». У 2003 році у віці 40 років провів 11 матчів у другому дивізіоні.
З 2004 року працює у ФК ВСГУТУ.
Факелоносець естафети олімпійського вогню зимових Олімпійських ігор 2014 року в Сочі.